# Sferoida
Uzasadnienie:  Oba artykuły traktują o tym samym. 
Sferoida – bryła lub powierzchnia zbliżona do elipsoidy, przedstawiająca kształt Ziemi.
Nazwę sferoida zawdzięczamy Laplace'owi, który, pracując nad tzw. teorią figur równowagi ciał ciekłych niejednorodnych wirujących ze stałą prędkością kątową ω wokół stałej osi, rozważał powierzchnie o stałej gęstości zbliżone do koncentrycznych sfer. Powierzchnie takie nazwał sferoidami ekwipotencjalnymi.
Sferoidą normalną nazywamy powierzchnię ekwipotencjalną potencjału siły ciężkości Ziemi o potencjale U0 równym potencjałowi geoidy W0, opisaną wzorem powstałym poprzez wyjęcie ze wzoru będącego rozwinięciem potencjału grawitacyjnego w szereg harmonik sferycznych tych wyrazów, które odpowiadają symetrycznemu rozkładowi mas względem osi obrotu i względem płaszczyzny równika (harmonicznych strefowych parzystych) uzupełnionego wyrażaniem opisującym potencjał siły odśrodkowej.